# لويس بولسن
لويس بولسن (بالألمانية: Louis Paulsen)‏ (بلومبرغ، 15 جانفي 1833 - بلومبرغ، 18 أوت 1891) لاعب ومنظر شطرنج ألماني.
اعتبر بولسن أحد أقوى خمس لاعبين في الشطرنج في الفترة 1860 و 1870 وهو الأخ الأصغر للاعب ويلفرد بولسن ، وله العديد من المساهمات في نظريات الافتتاحيات مثل الدفاع الصقلي تفرع بولسن، الدفاع الفرنسي هجوم بولسن، لعبة فيينا تفرع بولسن.

## سيرته
هاجر لويس إلى الولايات المتحدة في 1854 وكرس حياته لبحث نظريات الشطرنج 
وخسر ضد بول مورفي في مؤتمر الشطرنج الأمريكي الأول (+1-5=2)، في 1862 تحدى أدولف أندرسن بطل العالم آنذاك وانتهت مباريات المقابلة الثمانية بالتعادل فبقي أندرسن بطل العالم غير الرسمي  غير أنه تمكن لاحقا من الفوز في مقابلتين بينهما عامي 1876 و1877.

## روابط خارجية
- لويس بولسن على موقع مباريات الشطرنج (الإنجليزية)
- لويس بولسن على موقع 365Chess.com (الإنجليزية)
- لويس بولسن على موقع Chesstempo.com (الإنجليزية)